# Shadow DN11
Der Shadow DN11 ist ein Formel-1-Rennwagen, den John Gentry und Richard Owen 1979 für das anglo-amerikanische Team Shadow Racing Cars entwickelten und der 1980 zu sechs Weltmeisterschaftsläufen gemeldet wurde.
Die Chassis kamen am Anfang der Formel-1-Saison 1980 allein im Werksteam zum Einsatz. Für Kundenteams standen die Wagen nicht zur Verfügung. Alle Fahrzeuge wurden von einem Cosworth-DFV-Motor angetrieben.

## Geschichte

### Hintergrund
Zum Beginn der Formel-1-Saison 1979 trat Shadow mit der in Details weiterentwickelten Variante des Vorjahreswagens Shadow DN9 an. Dieses Fahrzeug markierte den endgültigen Abstieg Shadows vom Siegerteam im Jahr 1977 zum finanziell schwer angeschlagenen Schlusslicht im Herbst 1979. Die Fahrer scheiterten in der Saison mehrmals an der Qualifikation. Der Weggang eines großen Teils des Personals sowie des Hauptsponsors Ende 1977 hatte das Team in eine nicht mehr abzufangende Abwärtsspirale gebracht. Mit immer weniger Sponsorengeldern gelang es Don Nichols kaum noch, den Rennbetrieb aufrechtzuerhalten oder Personal für seinen Rennstall zu finden. Der neue Chefdesigner John Gentry verließ das Team bereits nach wenigen Monaten, entwarf aber ein Grundkonzept für den DN11, das Richard Owen bis Anfang 1980 fertigstellte. Als Fahrer wurden die beiden Formel-1-Debütanten Stefan Johansson und Geoff Lees verpflichtet.

### Shadow DN11 (1980)
Der DN11 stand bereits zum ersten Rennen der Formel-1-Saison 1980 in Argentinien für beide Fahrer zur Verfügung, die aber sowohl dort als auch beim folgenden Lauf in Brasilien an der Qualifikation scheiterten. Kennedy war in Brasilien über zehn Sekunden langsamer als Jean-Pierre Jabouille im Renault RE20, der die schnellste Qualifikationszeit erzielt hatte, Johansson gar vierzehn Sekunden. Er wurde zum dritten Saisonrennen, dem Großen Preis von Südafrika, durch den Briten Geoff Lees ersetzt, der bereits Formel-1-Erfahrung hatte. Lees gelang auf dem Kyalami Grand Prix Circuit die Qualifikation. Er verunfallte in der 70. Runde, wurde aufgrund der zurückgelegten Distanz aber noch auf dem 13. Platz gewertet. Beim Großen Preis der USA West scheiterte er an der Qualifikation und stieg zum folgenden Rennen auf den Shadow DN12 um. Dave Kennedy qualifizierte sich bei keinem seiner sechs Anläufe. So blieb der größte Erfolg mit dem Fahrzeug eine einzelne Qualifikation zu einem Rennen – in der Konstrukteursmeisterschaft wurde Shadow nicht mehr klassifiziert.

## Technik
Der DN11 löste den Shadow DN9 ab, der 1978 von Tony Southgate konstruiert und bis Ende der Saison 1979 in überarbeiteter Variante verwendet worden war. Er ist ein einfaches und konventionelles Fahrzeug, das deutlich von den schweren finanziellen Problemen des Teams, die große Experimente und Evaluationen neuer Konzepte unmöglich machten, gezeichnet war. Die Hinterradaufhängung entsprach der des Shadow DN9B, die Vorderradaufhängung war dagegen neu konstruiert worden. Neu war auch die Karosserie. Die Seitenkästen waren länger und hatten eine nach hinten ansteigende Linie. Die Kühler waren weit vorn in den Seitenkästen untergebracht. Das Monocoque war niedrig und geradlinig eingefasst. Der Wagen konnte mit und ohne Motorabdeckung gefahren werden. Besonderes Merkmal des DN11 war eine spitze Fahrzeugnase. Insgesamt wurden im Shadow-Werk in Northampton drei Chassis aufgebaut. 
Für die Motorisierung kam bei allen Chassis ein Cosworth-DFV-Motor zum Einsatz, dessen Entwicklung Ende der 1960er-Jahre von Ford finanziert worden war. Daher wurde das Aggregat teilweise auch unter der Herstellerbezeichnung Ford-Cosworth bzw. nur Ford gemeldet. Die Getriebe wurden von Hewland bezogen. Diese Kombination aus Motor und Getriebe war zu dieser Zeit weit verbreitet und galt als effektivste Lösung für den Aufbau des Antriebsstrangs aus Zuliefererteilen. Das Monocoque wurde aus Aluminiumblech aufgebaut; der Motor war als tragendes Bauteil integriert.

## Lackierung und Sponsoring
1980 trat allein das Werksteam Shadow Racing Cars mit DN11-Chassis an. Die Wagen erschienen zu den ersten beiden Rennläufen in Tiefschwarz mit nur wenigen weißen Kontrasten, später wurde die Fahrzeugseite gelb lackiert. Einziger Sponsor war der Schweizer Zigarrenhersteller Villiger.

## Ergebnisse
| Fahrer               | Nr.                  | 1   | 2   | 3   | 4   | 5   | 6   | 7 | 8 | 9 | 10 | 11 | 12 | 13 | 14 | Punkte | Rang |
| -------------------- | -------------------- | --- | --- | --- | --- | --- | --- | - | - | - | -- | -- | -- | -- | -- | ------ | ---- |
| Formel-1-Saison 1980 | Formel-1-Saison 1980 |     |     |     |     |     |     |   |   |   |    |    |    |    |    | 0      | NC   |
| Stefan Johansson     | 17                   | DNQ | DNQ |     |     |     |     |   |   |   |    |    |    |    |    | 0      | NC   |
| Geoff Lees           | 17                   |     |     | 13  | DNQ |     |     |   |   |   |    |    |    |    |    | 0      | NC   |
| Dave Kennedy         | 18                   | DNQ | DNQ | DNQ | DNQ | DNQ | DNQ |   |   |   |    |    |    |    |    | 0      | NC   |

| Legende  | Legende            | Legende                                                          |
| Farbe    | Abkürzung          | Bedeutung                                                        |
| -------- | ------------------ | ---------------------------------------------------------------- |
| Gold     | –                  | Sieg                                                             |
| Silber   | –                  | 2. Platz                                                         |
| Bronze   | –                  | 3. Platz                                                         |
| Grün     | –                  | Platzierung in den Punkten                                       |
| Blau     | –                  | Klassifiziert außerhalb der Punkteränge                          |
| Violett  | DNF                | Rennen nicht beendet (did not finish)                            |
| Violett  | NC                 | nicht klassifiziert (not classified)                             |
| Rot      | DNQ                | nicht qualifiziert (did not qualify)                             |
| Rot      | DNPQ               | in Vorqualifikation gescheitert (did not pre-qualify)            |
| Schwarz  | DSQ                | disqualifiziert (disqualified)                                   |
| Weiß     | DNS                | nicht am Start (did not start)                                   |
| Weiß     | WD                 | zurückgezogen (withdrawn)                                        |
| Hellblau | PO                 | nur am Training teilgenommen (practiced only)                    |
| Hellblau | TD                 | Freitags-Testfahrer (test driver)                                |
| ohne     | DNP                | nicht am Training teilgenommen (did not practice)                |
| ohne     | INJ                | verletzt oder krank (injured)                                    |
| ohne     | EX                 | ausgeschlossen (excluded)                                        |
| ohne     | DNA                | nicht erschienen (did not arrive)                                |
| ohne     | C                  | Rennen abgesagt (cancelled)                                      |
| ohne     | keine WM-Teilnahme |                                                                  |
| sonstige | P/fett             | Pole-Position                                                    |
| sonstige | 1/2/3/4/5/6/7/8    | Punktplatzierung im Sprint-/Qualifikationsrennen                 |
| sonstige | SR/kursiv          | Schnellste Rennrunde                                             |
| sonstige | *                  | nicht im Ziel, aufgrund der zurückgelegten Distanz aber gewertet |
| sonstige | ()                 | Streichresultate                                                 |
| sonstige | unterstrichen      | Führender in der Gesamtwertung                                   |